# Мост Чанаккале 1915 года
Мост Чанаккале 1915 года (тур. 1915 Çanakkale Köprüsü), также известный как мост Дарданеллы (Çanakkale Boğaz Köprüsü), автомобильный подвесной мост в провинции Чанаккале на северо-западе Турции. Расположенный к югу от городов Лапсеки и Гелиболу, мост пересекает пролив Дарданеллы примерно в 10 км к югу от Мраморного моря. Он соединяет европейский Галлипольский полуостров и азиатский полуостров Бига.
Мост является частью автомагистрали Кыналы-Балыкесир, которая соединяет автомагистрали O-3 и O-7 в Восточной Фракии с автомагистралью O-5 в Анатолии. С основным пролётом 2023 м, мост превзошёл мост Акаси Кайкё в Японии на 32 м, став самым длинным висячим мостом в мире.
Мост был официально открыт президентом Тайипом Эрдоганом 18 марта 2022 года. Это четвёртый мост через Турецкие проливы и первый мост через Дарданеллы.
Второй по высоте мост в мире.

## Проектирование
Мост был спроектирован датской COWI A/S и южно-корейской PEC (кабели и подъездные мосты). Arup Group и Aas-Jakobsen участвовали в проекте в качестве независимого верификатора проекта (IDV). Консультантами проекта были Tekfen Construction and Installation и T-ingénierie.

## Параметры
Общая длина моста составляет 3563 м, вместе с подъездными путепроводами длина достигает 4608 м, что превышает общую длину моста Османа Гази и его подходных виадуков на 527 м, делая мост самым длинным мостом любого типа в Турции. Длина основного пролёта моста — 2023 метра.
Общая высота двух пилонов моста составляет 318 м в высоту (318 м — это высота точки пересечения основного кабеля, что важно для несущей способности вантов, фактическая высота пилонов с учётом верхнего ограждения башни составляет 334 м), что делает его вторым по высоте мостом в Турции после моста Султана Селима Явуза. Мост является шестым по высоте мостом в мире, превосходя мост Сутонг в Китае. Настил моста 72,8 м в высоту и имеет общую ширину 45,06 м и максимальной толщиной 3,5 м. На палубе проходят шесть полос движения автомагистрали (по три в каждом направлении), а также две дорожки с каждой стороны для обслуживания. Нижняя часть дорожного полотна находится примерно в 70 м над водой, что даёт возможность свободного прохода под мостом крупным океанским судам.

## История
16 мая 2020 года было завершено строительство второго пилона на стороне Галлиполи (побережье Европы). К 13 ноября 2021 года все пилоны были готовы. Мост открыт для движения 18 марта 2022 года с ценой проезда 200 лир (12,20 евро). А на сам мост Турция затратила около 9 843 000 000 турецких лир

## Символические числа
С мостом связаны некоторые символические числа. Число 1915 в названии — высота точки пересечения основного троса (318 м), и дата закладки фундамента (18 марта) связаны с победой турецкого флота 18 марта 1915 года во время морских операций в Галлиполийской кампании. Длина основного пролёта моста составляет 2023 метра и относится к столетию Турецкой Республики в 2023 году.

## Галерея

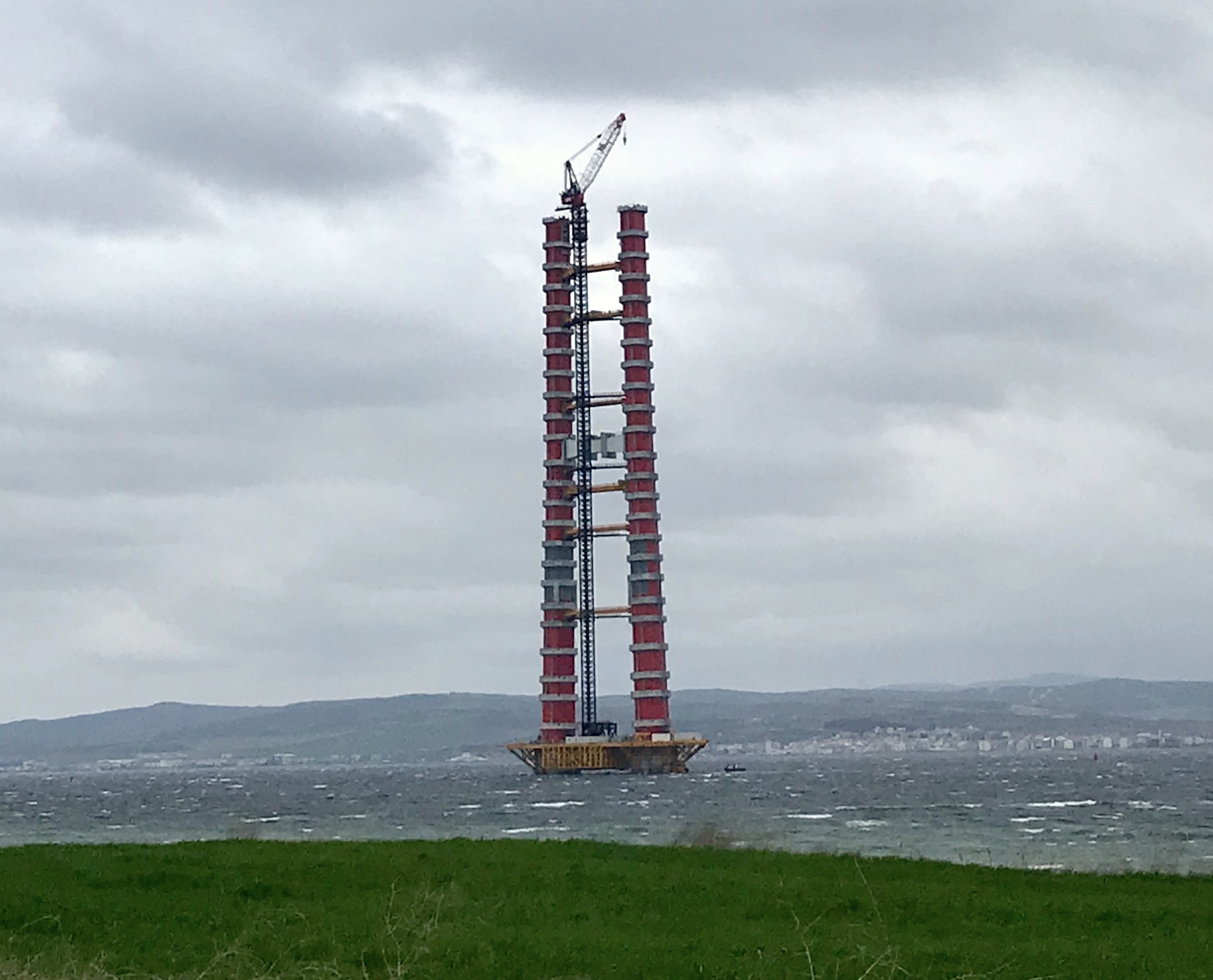
Западная башня, март 2020 г.
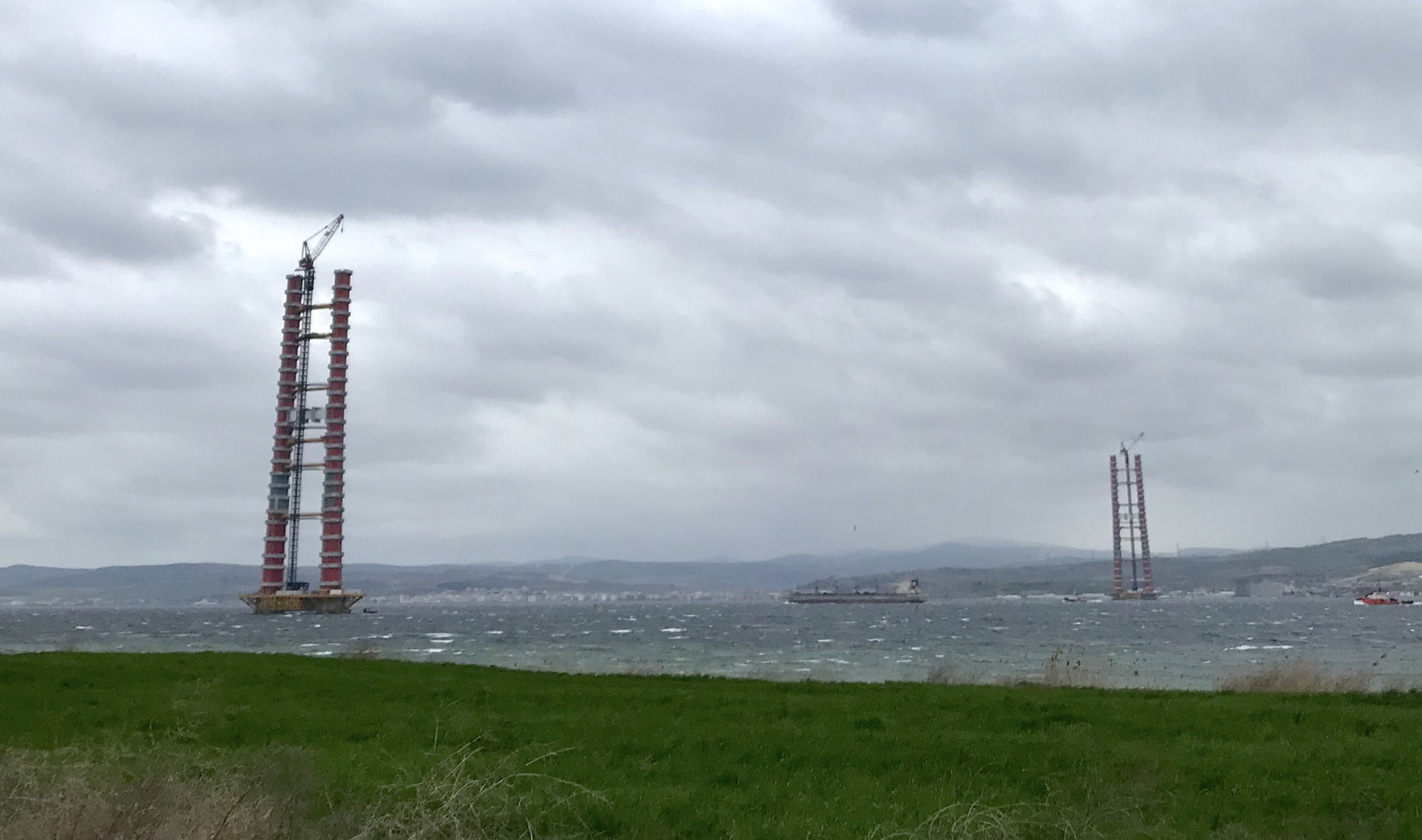
Вид с европейской стороны на азиатскую, март 2020 г.
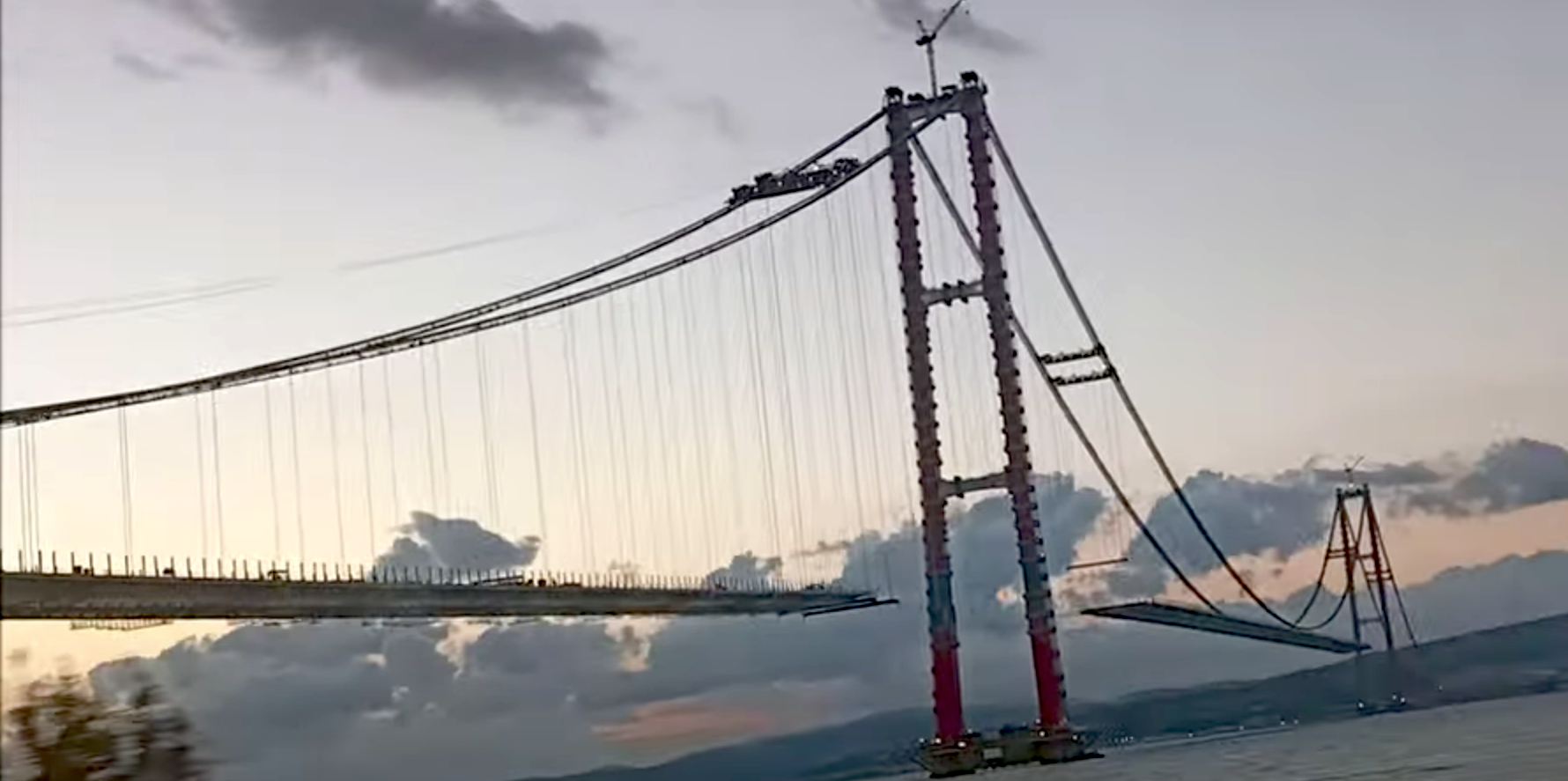
Мост в 2021 году